# Гватемальско-мексиканские отношения
Гватемальско-мексиканские отношения — двусторонние дипломатические отношения между Гватемалой и Мексикой. Протяжённость государственной границы между странами составляет 958 км.

## История
В 1954 году президент-реформатор Гватемалы Хакобо Арбенс был свергнут в результате про-американского государственного переворота из-за его деятельности против политики компании United Fruit Company. После прихода к власти военной хунты: Арбенс, его семья и несколько других политических союзников нашли убежище в мексиканском посольстве. После нескольких недель в посольстве, Хакобо Арбенс и члены его семьи прибыли в Мексику, где он умер в 1971 году. 
В декабре 1958 года обе страны были очень близки к объявлению войны, после того, как гватемальские вооружённые силы обстреляли ночью мексиканские рыболовецкие суда у берегов Гватемалы, в результате чего погибли три рыбака и ещё четырнадцать получили ранения. Вскоре после нападения дипломатические отношения были разорваны и войска мобилизованы на границе с обеих сторон, мексиканские истребители были подняты в воздух и вторглись в воздушное пространство Гватемалы для атаки на основной международный аэропорт страны. Однако, избранный президент Мексики Адольфо Лопес Матеос в последний момент отдал приказ не атаковать аэропорт. В сентябре 1959 года при посредничестве Бразилии и Чили были восстановлены дипломатические отношения между Гватемалой и Мексикой.
С 1960 по 1996 год в Гватемале была гражданская война. В течение этого периода времени Мексика стала домом для примерно 80 000 гватемальских беженцев. После окончания гражданской войны, отношения между двумя странами значительно улучшилось: они совместно борются с незаконной миграцией, организованной преступностью и незаконным оборотом наркотиков.

## Миграция
Каждый год тысячи гватемальских мигрантов въезжают в Мексику через неохраняемые участки границы с целью пересечь территорию этой страны и попасть в Соединённые Штаты Америки. Многие жители покидают Гватемалу в поисках лучшей жизни в Соединённых Штатах и Мексике так как в их родной стране высок уровень бытового насилия. В 2013 году Мексикой было задержано и депортировано более 30 000 граждан Гватемалы. В 2010 году было зарегистрировано 35 322 граждан Гватемалы постоянно проживающих в Мексике. Также несколько тысяч граждан Гватемалы ежедневно пересекают границу с Мексикой так как работают в этой стране, в конце рабочего дня они возвращаются домой. Правительства обеих стран взяли на себя обязательства: повысить качество юридической помощи для граждан Гватемалы следующих транзитом через Мексику, обеспечить соблюдение прав мигрантов в Мексике, а также оказывать друг другу содействие в борьбе против мексиканских наркокартелей.

## Торговля
В 2001 году Гватемала и Мексика подписали Соглашение о свободной торговле (вместе с Сальвадором и Гондурасом), известное как Соглашение о свободной торговле между Мексикой и Северным треугольником. В январе 2013 года это Соглашение о свободной торговли было расширено, в него вступили также Коста-Рика и Никарагуа. В 2014 году общий объем торговли между Гватемалой и Мексикой составил сумму в 2,2 млрд долларов США. Гватемала является седьмым по величине получателем мексиканских инвестиций. За несколько лет мексиканские компании инвестировали в экономику Гватемалы более 2,6 млрд долларов США. Экспорт Гватемалы в Мексику: пищевые жиры и масла, резина, текстиль, бумага, картон, уксус, мясо и морепродукты. Мексиканский экспорт в Гватемалу: пластик, оборудование, механические приборы, железо, сталь, духи и косметика.